# 青岛第七中学
36°4′7.5″N 120°18′56.5″E / 36.068750°N 120.315694°E
山东省青岛第七中学是位于中国山东省青岛市市南区德县路27号的初级中学，其前身为1931年天主教会创立的私立圣功女子中学，1950年代初改为公立，1968年改为男女兼收中学，1996年改为初中。

## 校史

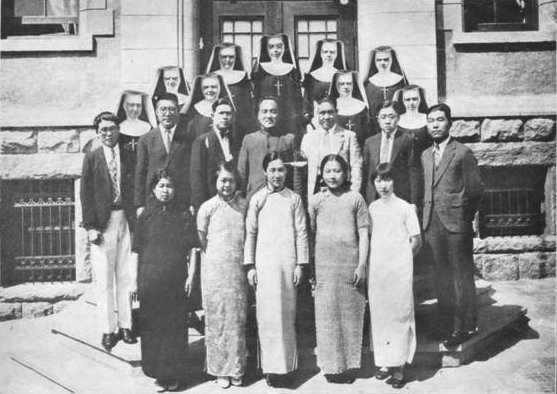
圣功女中教师合影，1934年，前排中央为周铭洗

私立圣功女子中学（英語：St. Joseph Middle School）为天主教青岛代牧区领衔主教维昌禄与美国圣方济学校修女会所创办，1931年9月成立第一届校董会，曹树声任董事长，首任校长为林黄倩英，美籍修女尤斯特拉（Sr. Eustella）任教务主任。同年9月14日举行第一次开学典礼，有教职员11名，学生20名，仅设初中班。1932年9月增设高中班。1933年夏，校长林黄倩英辞职，周铭洗（诗人周大烈之女）接任。据该校前教员回忆，该校校董对学校事务从不过问，校长对重大事务亦不能做主，校务大权实由尤斯特拉把持。
1930年代的圣功女中被青岛市民称为“贵族学校”，因其学费高昂，学生多为官僚、富商子女。据记载，1934年圣功女中学费20元，其学杂费总和远高于同时期的市立女中与私立文德女中。圣功女中学制为初中、高中各三年，其课程设置与公立中学大致相同，同时另设家政、缝纫、烹饪等专业学科，且以宗教科目为必修课，注重音乐教育、英语教学，高年级曾采用美国教材。毕业成绩优秀者可升入同为天主教学校的北京辅仁大学、上海震旦大学，或赴美留学。因该校教师水平高、学生成绩优良、生活管理严格，曾一度颇有声誉。作家茅盾曾拟将女儿沈霞送往该校就读，并托端木蕻良赴青岛打探情况，但因正值七七事变后的混乱时期而作罢。此外，老舍曾于1934年10月应邀在该校做《我的创作经验》演讲。圣功女中校歌歌词为校长周铭洗之姐夫许地山所作。与此同时，该校重视英语教学及美国文化传播，以至于对中文等科目有所偏废。且该校宗教氛围浓厚，任课修女时常灌输天主教教理，受洗为教徒者每学期约有十余人；曾有历史教师讲授宗教战争起因在于罗马教皇发放赎罪券敛财，被修女以侮辱教皇为由辞退。
1937年七七事变后，该校一度停课，次年1月日军占领青岛后复课。原有课程中的党义课取消，增加日语课。1941年12月珍珠港事件翌日，该校被日军查封，美籍修女、教职员被逮捕拘禁，青岛特别市公署责令该校重组董事会后于29日复课。该校遂脱离教会管辖。1943年，作家王度庐曾在该校任国文老师。1944年8月1日，该校收归市教育局管辖，改名“市立第二女子中学”，其校务实际由日本籍副校长掌控。
1945年日本投降后，该校于9月恢复原名，复由教会管理。1947年，该校有初中班7个，高中班6个，学生668人，教职员23人。1948年，尤斯特拉修女离青回国，校务主要由校长王景秋负责。1949年，周铭洗及该校外籍职员陆续离任。1951年3月10日，该校由青岛市人民政府接收，1952年更名为山东省青岛第七中学。1968年春，该校改为男女兼收中学。1996年，该校停止招收高中生，1998年最后一届高中生毕业，高中部取消，改为初级中学。2006年，该校由市属中学改为市南区教体局主管。

## 现况
青岛第七中学2020年有教学班26个，学生971人，教职工107人。该校拥有“青岛市规范化学校”“青岛市文明单位”“青岛市教师教育先进集体”“青岛市高水平现代化学校”等荣誉称号。
该校1996年被青岛市教育局确定为“青岛市计算机特色学校”，设有机器人特色课程，其学生代表队曾在国际性青少年机器人赛事中获奖。

## 校舍
青岛七中2020年校舍占地面积6240.21平方米，建筑面积10819平方米，有前教学楼、后教学楼与实验楼。

### 圣功女子中学旧址
圣功女中旧址建于1930年10月，由德国建筑师毕娄哈（Arthur Bialucha）设计。该建筑平面呈“工”字形，建筑面积2496.03平方米，楼高三层，设地下室，屋顶为平顶。建筑外立面底部为石砌基座，正立面三段式中轴对称设计，大门位于一层中央，以石材装饰门框，顶部为十字架浮雕。外立面无带有明显风格倾向的装饰，中段设四列三联窄窗，以稍凸起的浅色宽窗框装饰，与颜色较深的其余大部分墙面形成对比。两翼一、二层房间的窗户设于侧面，临街一面为大面积实墙。三层设有窗台和檐口，对立面水平划分，屋顶建有宽大的女儿墙，女儿墙中央略高，以强化中轴线。
建筑内部走廊设于中央，房间分布于南北两侧，楼梯位于走廊尽端。建成之初，一楼用于办公，二楼为教室，三楼为学生宿舍，地下室设锅炉房、厨房、面包房和缝纫室等。楼内设有暖气，建成时为全市唯一设有暖气的学校。
该建筑整体方正紧凑，南侧紧贴街道，北侧留出空地作为操场，其中轴线设置在圣神修女院与天主教堂之间的小路（浙江路北端）的尽端，与小路形成对景。其地势相对北侧的大鲍岛地带较高，结合其方正的外观，颇显雄伟挺拔。
2013年3月1日，该建筑列入第二批市南区文物保护单位。